# Timothy Laurence
 (mai 2024).
Si vous disposez d'ouvrages ou d'articles de référence ou si vous connaissez des sites web de qualité traitant du thème abordé ici, merci de compléter l'article en donnant les références utiles à sa vérifiabilité et en les liant à la section « Notes et références ».
Le vice-amiral Sir Timothy Laurence, né le 1er mars 1955 à Londres dans le quartier de Camberwell, est un officier de marine britannique. Il est le second mari de la princesse Anne du Royaume-Uni, qu'il a épousée selon le rite presbytérien écossais à l'église paroissiale de Crathie, près du château de Balmoral (Aberdeenshire). En effet, cette église protestante autorise le remariage des divorcés, ce qui n'est pas le cas de l'église anglicane. C'est pour cette raison qu'il ne fait donc pas officiellement partie de la famille royale britannique, bien qu'il ait été anobli par la reine Élisabeth II du titre de chevalier commandeur de l'ordre royal de Victoria (KCVO), le 14 juin 2011 (il fut également écuyer de la reine de 1986 à 1989)

## Biographie

### Jeunesse
Timothy James Hamilton Laurence est né à Camberwell, dans le sud de Londres. Il est le fils du commandant Guy Stewart Laurence (1896-1982), (également vendeur pour un fabricant de moteurs marins) et de Barbara Alison Laurence (née Symons, décédée le 2 juillet 2019). Timothy a un frère aîné Jonathan Dobree Laurence (né en mai 1952).
Timothy Laurence fait ses études à la New Beacon Preparatory School, puis à Sevenoaks School et à l'University College, Université de Durham, avec une bourse navale, où il a un baccalauréat en sciences de deuxième classe avec mention en géographie. À l'université, il a édité le journal étudiant, Palatinate et était le capitaine de son équipe de cricket d' université.

### Officier de la Royal Navy
Il est promu aspirant le 1er janvier 1973 et acting sub-lieutenant (enseigne de vaisseau de 2eme classe) le 1er janvier 1975. Après Durham, il termine sa formation initiale au Britannia Royal Naval College de Dartmouth et est affecté sur le HMS Aurora, une frégate basée à Plymouth. Il est promu lieutenant (enseigne de vaisseau de 1 ère classe) le 1er mars 1977, de manière accélérée.
En 1978, Laurence est attaché à l'établissement de formation HMS  Vernon et l'année suivante sur le dragueur de mines HMS Pollington.
Il sert ensuite brièvement comme deuxième officier de navigation du Royal Yacht HMY Britannia. De 1980 à 1982, il est officier de navigation du destroyer HMS Sheffield. Il prend le commandement du patrouilleur HMS Cygnet au large de l'Irlande du Nord en 1982, dans le cadre des surveillances de l'IRA. 
Promu lieutenant-commander (capitaine de corvette) le 1er mars 1985, il est affecté sur la frégate HMS Alacrity. Il suit le cours de tactique navale de la Royal Australian Navy (RAN) (RANTACCS) au HMAS Watson, Sydney en mars 1986, au cours duquel il est informé de sa première nomination à partir d'avril 1986 en tant qu'Écuyer de la reine. Il est promu commander (capitaine de frégate) le 31 décembre 1988. 
En octobre 1989, Timothy Laurence est affecté sur la nouvelle frégate HMS Boxer. Entre 1992 et 1994, Il sert au ministère de la Défense à Londres. Le 16 mai 1994, il est nommé le premier assistant militaire du secrétaire d'État à la défense, Malcolm Rifkind, pour fournir des conseils militaires dans son cabinet privé.
Promu captain (capitaine de vaisseau) le 30 juin 1995, jusqu'en 1996, il commande la frégate HMS Cumberland. En mai 1996, le navire est revenu de l'Adriatique, où le HMS Cumberland a servi dans la force opérationnelle IFOR dirigée par l'OTAN. Le 27 août 1996, Laurence est nommé commandant de la frégate HMS Montrose ainsi que commandant de la 6e flottille de frégates. 
En juillet 1997, Il rejoint le ministère de la Défense, d'abord à l'état-major de la marine, puis à partir de juin 1998, à sa promotion au grade de commodore, en tant que membre de l'équipe de mise en œuvre de la Revue de défense stratégique de 1998.
À partir de janvier 1999, Timothy Laurence est chercheur invité à Hudson au St Antony's College d'Oxford, où il rédige un article sur la relation entre l'aide humanitaire et le maintien de la paix. Il est ensuite affecté à l'École de commandement et d'état-major des services interarmées en tant que commodore, en tant que commandant adjoint (marine), à compter du 15 juin 1999.
De 2001 au printemps 2004, Laurence est de retour au ministère de la Défense, en tant que directeur des ressources et programmes de la marine.
Il est promu contre-amiral le 5 juillet 2004 et nommé chef adjoint de l'état-major de la Défense chargé des ressources et des plans. Le 30 avril 2007, il est promu vice-amiral et nommé chef de la direction de Defence Estates (depuis rebaptisée Defence Infrastructure Organization, à partir de 2008). 
Il prend sa retraite de la marine en août 2010.

### Mariage
Timothy Laurence a rencontré la princesse Anne alors qu'il était écuyer de la reine Élisabeth II. C'était en 1986, à un moment où il était largement répandu que son premier mariage avec le capitaine Mark Phillips battait de l'aile. En 1989, l'existence de lettres privées de Laurence à la princesse a été révélée par le journal The Sun. Le palais de Buckingham a publié une déclaration: "Les lettres volées ont été adressées à la princesse royale par le commandant Timothy Laurence, écuyer de la reine. Nous n'avons rien à dire sur le contenu des lettres personnelles envoyées à Son Altesse Royale par un ami, qui ont été volées et font l'objet d'une enquête policière. " 
Timothy Laurence et la princesse Anne se sont mariés le 12 décembre 1992 lors d'une cérémonie de l'Église d'Écosse à l'église paroissiale de Crathie, Ballater, près de Balmoral (l'Église d'Écosse autorise les seconds mariages pour les personnes divorcées). Il n'a reçu aucune pairie lors du mariage, mais a été nommé aide de camp personnel de la reine en 2008 et investi en juin 2011 en tant que chevalier commandeur de l'Ordre royal de Victoria. 
La princesse Anne a conservé sa propriété de campagne, Gatcombe Park, dans le Gloucestershire, après son divorce d'avec Mark Phillips. Après leur mariage, Timothy Laurence et elle ont loué, comme résidence londonienne, un appartement dans le complexe Dolphin Square à Westminster. Ils sont ensuite retournés dans des appartements du palais de Buckingham et ont maintenant un appartement au palais St James.

## Honneurs
Il a reçu les honneurs suivants :
- 1983 - Médaille de Service général avec une barette et feuille de chêne, pour son service en Irlande du Nord.
- 2004 - Personnel Aide-de-camp d'Élisabeth II (ADC).
- 2007 - Compagnon du Très vénérable ordre du Bain (CB)
- 2011 - Chevalier commandeur de l'ordre royal de Victoria (KVCO). C'est à ce titre de Chevalier qu'il doit son titre de Sir.

Il a aussi reçu les médailles des jubilés de la reine Élisabeth II et celle du couronnement du roi Charles III :
- 2002 : Médaille du jubilé d'or d'Élisabeth II
- 2012 : Médaille du jubilé de diamant d'Élisabeth II
- 2022 : Médaille du jubilé de platine d'Élisabeth II
- 2023 : Médaille du couronnement de Charles III